# 長い夜 (松山千春の曲)
「長い夜」（ながいよる）は、松山千春が1981年4月21日にリリースした10枚目のシングルである。

## 解説
表題曲はフォークソングが多い松山の楽曲の中では異色のロック風であったためか、スタッフの間にイメージが違うとシングル発売に反対する意見があったが、松山は敢えてシングルでの発売を願ったという。
エレキギターは、ギタリストの松原正樹が演奏している。もともとは、フォークソング風のスローテンポの曲調だったが、レコーディングに参加した松原のアドバイスによって、今の曲調に改められたという。

## チャート成績
1978年の「季節の中で」以来となるオリコン・シングルチャートで1位獲得。オリコン上における松山のシングル売上枚数では1981年の年間第5位に輝くなど、松山にとって最大のヒット曲となった。

## テレビ出演
TBS系『ザ・ベストテン』でも首位を達成し、「季節の中で」以来となる2度目の生出演（富山のコンサート会場から中継）となった。スタジオとの掛け合いでは「前回、一度しかTVに出演しないと言ったのにまた出てくることになり、凄く悩んだけれど決意した」と話した。その後の歌唱披露は、直前のコンサートでのアンコールを放映した。
日本テレビ系『ザ・トップテン』にもランキングされたが、出演しなかった。

## 収録曲
| 全作詞・作曲: 松山千春、全編曲: 大原茂人。 |            |          |            |      |
| #                                          | タイトル   | 作詞     | 作曲・編曲 | 時間 |
| 1.                                         | 「長い夜」 | 松山千春 | 松山千春   | 4:58 |
| 2.                                         | 「わかれ」 | 松山千春 | 松山千春   | 3:52 |
| 合計時間:                                  | 合計時間:  | 8:50     |            |      |

## メディアでの使用
| #   | 曲名       | タイアップ                                               |
| --- | ---------- | -------------------------------------------------------- |
| A-1 | 「長い夜」 | 日本コカ・コーラ『やかんの濃麦茶 from 爽健美茶』CMソング |

## カバー
| 曲名   | アーティスト       | 収録作品                                                    | 発売日       | タイアップ                                            |
| ------ | ------------------ | ----------------------------------------------------------- | ------------ | ----------------------------------------------------- |
| 長い夜 | タツ兄（落合福嗣） | アルバム『TVアニメ「スナックバス江」Cover Song Collection』 | 2024年4月3日 | テレビアニメ『スナックバス江』第2話エンディングテーマ |